# ستايسي جاكسون
ستايسي جاكسون هي كاتبة غنائية ومغنية كندية، ولدت في 9 ديسمبر 1963 في مونتريال في كندا.

## وصلات خارجية
- ستايسي جاكسون على موقع ميوزك برينز (الإنجليزية)
- ستايسي جاكسون على موقع ديسكوغز (الإنجليزية)